# BMW X6
BMW X6是寶馬自2008年開始銷售的豪華休旅車，雖然外形接近运动型多用途车，寶馬稱其設計概念為Sports Activity Coupe。第一代BMW X6于2008年4月發佈，第二代BMW X6于2014年發佈，第三代BMW X6于2019年7月发布。

## ActiveHybrid X6 (2009)

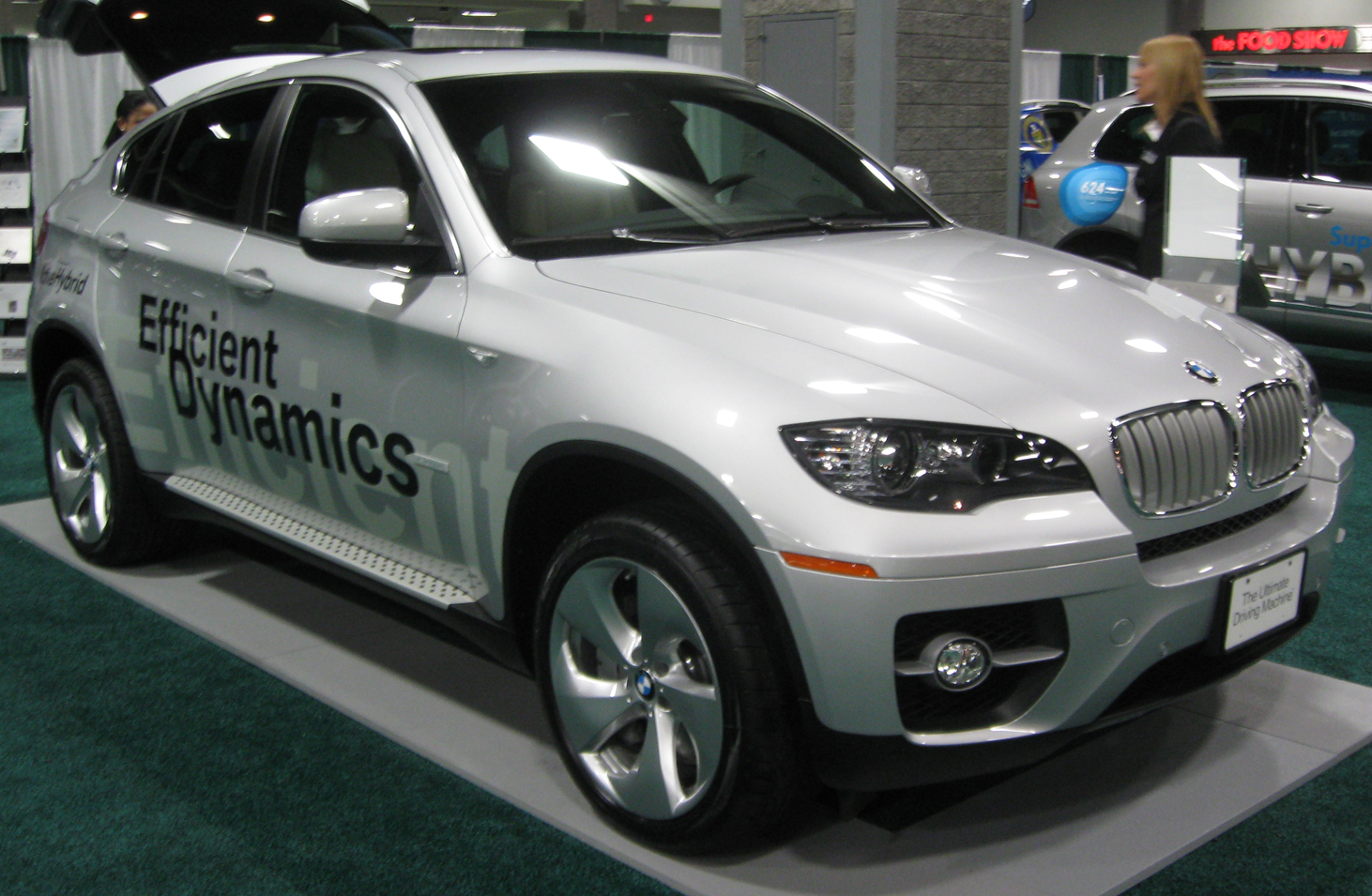
2010 BMW X6 油電混合車

2009年底全球油電混合車大會上BMW發表了混合車版本X6，目前已知有兩種款式。本款車名為BMW ActiveHybrid X6，也是當時世界上馬力最大的油電混合車，但是本車不會在英國上市。同時這台車的公開問世，也透露了將來用於7系列的油電車系統（2009年法蘭克福車展上就已經公佈該消息）。ActiveHybrid X6在2009年12月於美國市場開賣，售價約89,765美元。
BMW ActiveHybrid X6的動力有300 kW（407 hp），V8引擎加掛BMW TwinPower渦輪和兩具67 kW（91 hp）電動馬達，各有63 kW（86 hp）實質功率，最大系統輸出357 kW（485 hp）、峰值馬力780 N·m（575 lb-ft）。 
BMW ActiveHybrid科技有三種驅動模式: 純電力、純引擎和最大加速力下的兩者混合，此時可達485匹馬力；然而就算在不排放二氧化碳的電力模式還是有37英里（60）時速。本系統還融合stop-start科技與諸多節能專利技術，縱然車子本身重量不低，但是汽油消耗量平均不高，未來的柴油電力版X6還能再壓低油耗。

## 賽車
BMW X6 M 做為2009年MotoGP的安全車。

## 外部連結
- 2008 BMW X6: First Test Drive（页面存档备份，存于）
- Video and Spy Photos: 2009 BMW X6